# NGC 1985
NGC 1985 je odrazna maglica u zviježđu Kočijašu. 

## Vanjske poveznice
- SEDS: NGC 1985